# Andreas Helgstrand
Andreas Helgstrand, född 2 oktober 1977, är en dressyrryttare som har bott i Danmark hela sitt liv och som tävlar för Danmark, men har svenska föräldrar. 
Han är bosatt på i Vejle på Jylland i Danmark. Hans första stjärnskott till häst heter Blue Hors Matiné. Helgstrand var beridare på det danska stuteriet Blue Hors till slutet av år 2008, då han lämnade och startade sin egen verksamhet kallad Helgstrand Dressage på Møgelmosegård nära Aalborg.

## Långtidsavstängd
Den 30 november 2023 meddelade det danska ridsportförbundet att Andreas Helgstrand stängs av från landslagsuppdrag under hela 2024 samt rekommenderar disciplinnämnden att väcka talan emot Helgstrand för brott emot förbundets etiska riktlinjer. Samtidigt släppte danska TV2 ytterligare klipp som visar hur outbildad personal på Helgstrand Dressage injicerar medicin i hästar innan de ska klippas.
Tidigare har TV2-dokumentären ”Hästmiljardärens hemligheter”, där mycket grov ridning, såriga munnar och hästar med piskrapp visas upp, väckt många kritiska reaktioner.

## Meriter
- Guld i danska dressyrmästerskapet - 2005-2008
- VM-brons och VM-silver i Aachen - 2006